# Nulukatuk
Nulukatuk — второй студийный альбом московской группы Rekevin, выпущенный в марте 2009 года.

## Об альбоме
Работа над альбомом проходила на пяти московских студиях. При записи были использованы уникальные винтажные инструменты: Fender Rhodes, Hammond Organ, Minimoog, Theremin, синтезаторы Ритм-2 и Аэлита, рояль, контрабас, варган-хомус и многие другие. В записи нескольких треков принимали участие приглашённые музыканты, в том числе струнный квартет. Презентация альбома состоялась 14 марта в Москве в клубе «16 Тонн» и 20 марта в Санкт-Петербурге в клубе «Сочи».

## Список композиций
1. Intro — 1:40
2. Don’t Shoot My Girl — 4:40
3. The Street Is Full Of Water — 6:32
4. Edward — 5:35
5. Two — 3:28
6. You Are My Destiny — 4:33
7. Stop Fading Out — 5:13
8. Bitter Love — 5:40
9. Be Kind, Be Mine — 5:09
10. Galaxies — 5:29

## В записи участвовали
- Ксения Истенко — вокал
- Тимофей Коршунов — клавишные, эффекты
- Игорь Бардашев — барабаны
- Игорь Левицкий — гитары
- Алексей Кочетков — бас-гитара
- Яков Кривицкий — эффекты
- струнный квартет «Вита» — струнные (песни Stop Fading Out и Two)
- Максим Ковалёв — труба (песня The Street Is Full Of Water)
- Юрий Новгородский — резонаторная гитара (песня Don’t Shoot My Girl)
- Эва Мари Сейнт — женский голос из фильма К северу через северо-запад, режиссёр Альфред Хичкок (песня The Street Is Full Of Water)